# Buddha Air
Buddha Air Pvt. Ltd (nepálsky बुद्ध एयर) je letecká společnost se sídlem v Džávalákhélu, v okrese Lalitpur poblíž Pátanu v Nepálu. Provozuje domácí i mezinárodní lety, především v Nepálu a Indii. Od svého vzniku v roce 1996 se společnost stala největší tuzemskou leteckou společností Nepálu. Její základna je na letišti Tribhuvan v Káthmándú. Společnost provozuje mimo jiné i vyhlídkové lety okolo Mount Everestu. Dle počtu přepravených cestujících je největší v Nepálu a po společnosti Nepal Airlines druhá největší co do počtu flotily.

## Nehody

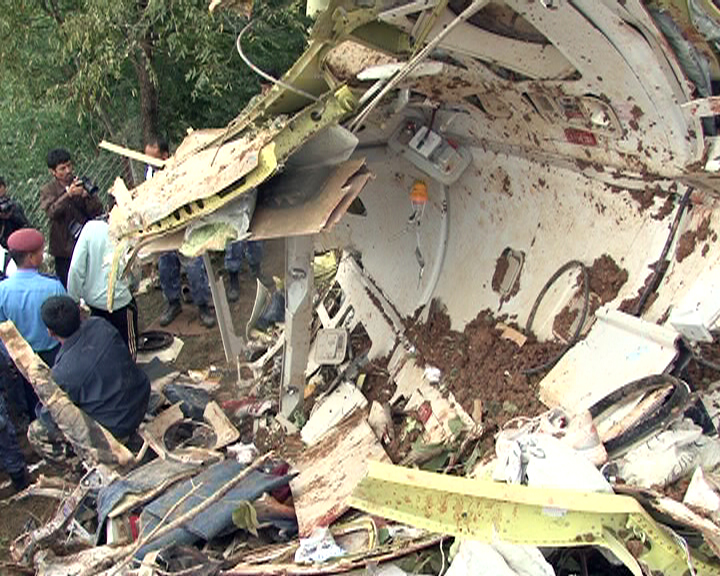
Nehoda letadla letu 103

25. září 2011 se letadlo Beechcraft 1900D letu 103 Buddha Air na konci vyhlídkového letu kolem hory Mount Everest zřítilo. Všech 19 cestujících i posádka letadla zemřeli, když se letoun zřítil v blízkosti Káthmándú při pokusu o přistání.